# Casa Sauces
La Casa Sauces, que alberga la Boutique Mael, és un dels edificis amb més història i llegenda de Lleida. L'emblemàtica construcció té tres façanes que donen als carrers: Magdalena, Carme i a la placeta sense nom de davant de la Diputació. Aquest indret era conegut abans com la plaça de la carnisseria i destacava de manera especial pels anomenats Porxos d'en Massot, que foren enderrocats l'any 1937.

## Arquitectura
La Casa Sauces va ser construïda entre 1808 i 1833. És d'estil neoclàssic i està inclosa en el Catàleg i Inventari dels Elements d'Interés Històric-Artístic i Arquitectònic de Lleida. Va ser reeixida amb influències d'arquitectura aragonesa de Lleida. Segons el mateix Inventari, també destaca "un cert tractament monumentalista i una clara voluntat de donar façana a la plaça com un ajut a la conformació urbana d'aquesta".
L'aspecte del casalot destaca pel totxo vist a les façanes, la pedra de la plata baixa i la galeria de finestres arquejades del darrer pis, una característica peculiar de l'arquitectura popular aragonesa, finalment dir que hi ha, en total, disset finestres i uns 20.000 maons.

## Història
Sembla, però, que el motiu més cert és que Sauces era el nom de l'antic propietari. L'amo de la casa va ser el ferrer Antonio Vives, àlies Sauces. Aquesta versió quedaria desmentida per una altra que recull Vidal Vidal a "La ciutat de l'oblit", segons la qual la trifaçànica casa era domicili particular d'un ferrer que duia per nom Josep Sauces, la família del qual continuaria ocupant l'habitatge fins al segle xx.
Explica la llegenda sobre l'origen del balcó de Serraller que aquesta magnífica peça que presideix la façana de la Diputació, fou obra d'un aprenent de serraller, que va enamorar-se de la filla del seu amo, Josep Sauces. La noia era l'heroïna lleidatana del setge del 1707, en honor de la qual Lleida hi té dedicat un carrer.
El pare de la noia que va deixar en ridícul l'exèrcit francès, va exigir al pretendent que si volia la mà de la seva filla hauria de demostrar que era tan bon ferrer com ell mateix. El jove es va posar a la feina i, d'amagatons, va elaborar una peça que va deixar bocabadats a tots els que la van veure. Era el balcó de Serraller.
La innegable realitat és que des del primer pis de la Casa Sauces s'hi pot contemplar una vista privilegiada del balcó del Serraller com narra la llegenda.